# Kerkez Milos
Kerkez Milos, szerbül: Милош Керкез / Milos Kerkez (Verbász, 2003. november 7. –) szerb–magyar kettős állampolgárságú magyar válogatott labdarúgó, a Premier League-ben szereplő Liverpool játékosa.

## Pályafutása

### Klubcsapatokban

#### ETO FC
Első magyarországi felnőtt bajnoki mérkőzését 2020. augusztus 23-án játszotta az Győr színeiben, a Dorog ellen. Az őszi szezon hátralévő részében egy bajnoki kivételével az összes mérkőzésen pályára lépett. 2020 végén elnyerte a klub legjobb utánpótláskorú labdarúgójának járó Fehér Miklós vándordíjat.

#### AC Milan
2021. február 1-jén az AC Milan szerződtette. Az olasz utánpótlás bajnokság első osztályában szereplő U19-es csapathoz került. 2021. február 17-én, a városi rivális Internazionale U19-es gárdája ellen mutatkozott be a vörös-feketék színeiben. 2021. július 17-én lépett pályára először a Milan felnőttcsapatában, a harmadosztályú Pro Sesto ellen. A 6–0-ra megnyert felkészülési mérkőzésen a 17 éves Kerkez két gólt szerzett. 2021 őszén az AC Milan mind a hat UEFA Ifjúsági Ligája csoportmeccsén lehetőséget kapott.

#### AZ Alkmaar
2022. január 29-én a holland első osztályú AZ csapatához igazolt. Debütálására február 9-én került sor, a holland kupa negyeddöntőjében, a Waalwijk ellen. Kerkezt a 78. percben, 4–0-s Alkmaar-vezetésnél cserélték be. A bajnokságban először május 19-én játszott az AZ színeiben.
A 2022–2023-as idényben Owen Wijndal távozását követően alapember lett az AZ-ben. Első bajnoki gólját a Sparta Rotterdam ellen szerezte az Eredivisie 2. fordulójában. 2022. augusztus 10-én gólpasszt adott az Európa-konferencialiga selejtezőjében a skót Dundee United ellen. A bajnokság 5. fordulóját követően több holland szaklapnál bekerült hétvége legjobbjait felvonultató válogatottba. Szeptember 15-én az Európa-konferencialiga csoportkörének 2. fordulójában csereként állt be a Vaduz ellen 4–1-re megnyert találkozón, és két gólpasszal segítette csapatát. A bajnokság 7. fordulójában az AZ 2–1-re legyőzte az Ajaxot, Kerkez pedig ismét bekerült a forduló álomcsapatába a De Telegraaf internetes szaklap voksolásán. Október 1-jén a Groningen ellen idegenben 4–1-re megnyert bajnoki mérkőzésen megszerezte második gólját csapatában. Október 6-án az Apollon elleni Európa-konferencialiga mérkőzésen a 85. percben gólpasszt adott Jesper Karlssonnak, aki a pontos beadást a kapuba fejelte, az AZ ezzel a találattal 3–2-re nyert. Október 27-én, a sorozat csoportkörének 5. fordulójában gólt szerzett a Vaduz ellen 2–1-re megnyert mérkőzésen. Teljesítményére több európai élcsapat is felfigyelt, a portugál Benfica érdeklődéséről először 2023 márciusában számolt be az olasz La Gazzetta dello Sport és a portugál Record. Március 4-én gólpasszt adott csapata Vitesse elleni győztes bajnokiján (1–0), az Eredivisie 24. fordulójában. Három nappal később gólt szerzett a Lazio elleni Európa-konferencialiga-nyolcaddöntő alkalmával, amelyet az AZ 2–1-re nyert meg olasz riválisával szemben. Április 16-án, a bajnokság 29. fordulójában látványos egyéni akciót követően szerzett gólt a Fortuna Sittard ellen 3–0-ra megnyert mérkőzésen. Április 16-án, a bajnokság 29. fordulójában látványos egyéni akciót követően szerzett gólt a Fortuna Sittard ellen 3–0-ra megnyert mérkőzésen. 2023 májusában az Európa-konferencialiga elődöntős párharcában a West Ham Uniteddel szemben maradt alul az AZ. A szezon végeztével egyre több helyről nyert megerősítést, hogy bár spanyol élvonalbeli csapatok is érdeklődnek a játékjoga iránt, Kerkez megegyezett átigazolása személyes feltételeiben a Benficával, akik a távozó Álex Grimaldo utódjának szánták posztján. Ezeket az értesüléseket Szebasztijan Kerkez, Milos édesapja és egyben ügynöke is megerősítette. Később - bár érdeklődött utána a Benficán kívül az olasz élvonalbeli Lazio is -, klubja a Premier League-ben szereplő AFC Bournemouth ajánlatát fogadta el Kerkezért, akiért megközelítőleg 18 millió eurót fizetett az angol élvonalbeli klub.

#### Bournemouth
2023. július 20-án jelentették be Kerkez érkezését a csapathoz. A szezon előtti felkészülési mérkőzéseken pályára lépett a Southampton, az Atalanta és a Lorient ellen.
Tétmérkőzésen augusztus 12-én, a Premier League első fordulójában, a West Ham United elleni 1–1-es döntetlen alkalmával lépett pályára új csapatában, melyet kezdőként végigjátszott. A Bournemouth szurkolói őt választották a mérkőzés legjobbjának.
2024. november 2-án a Manchester City elleni győztes bajnoki találkozón két gólpasszt jegyzett. November 30-án a Premier League 13. fordulójában szerezte első gólját a Bournemouthban: a Wolverhampton otthonában 4–2-re megnyert mérkőzésen.
Novemberben a gólját a Bournemouth szurkolói a hónap góljának választották. 2025. január 4-én gólpasszt adott David Brooksnak az Everton elleni 1–0-s győzelem során. 2025. január 18-án a 96. percben csapata negyedik gólját szerezte a Newcastle United elleni 4–1-es idegenbeli győzelem során a St James’ Parkban. Márciusban a csapat szurkolói a hónap játékosának választották.
Május 25-én a Leicester City elleni 2–0-ás győztes bajnokin lépett pályára utoljára a klub színeiben.
A két idényben a cseresznyéseknél; 74 mérkőzésen lépett pályára, amelyeken 2 gólt szerzett.
2025. június 19-én bejelentették, hogy Kerkezt jelölték a PFA (Professional Footballers' Association, Professzionális Labdarúgók Szervezete) év fiatal labdarúgója díjára.

#### Liverpool
2025. június 26-án a Liverpool bejelentette Kerkez leszerződtetését. Az angol klub 40 millió fontot (45 millió eurót) fizetett a játékjogáért, ezzel a második legdrágább magyar játékos lett a labdarúgás történetében.
A 2025–2026-os előszezonban a Preston North End, a Stoke City, majd az Ázsiában megrendezett, AC Milan és a Jokohama F. Marinos elleni felkészülési mérkőzéseken is pályára lépett, ezeken az 57-es mezszámot viselte.
Augusztus 1-jén jelentették be, hogy a 6-os mezszámot viseli a csapatban.
Augusztus 10-én lépett pályára először tétmérkőzésen a Crystal Palace elleni 3–2-re elvesztett angol szuperkupa mérkőzésen.

### A válogatottban

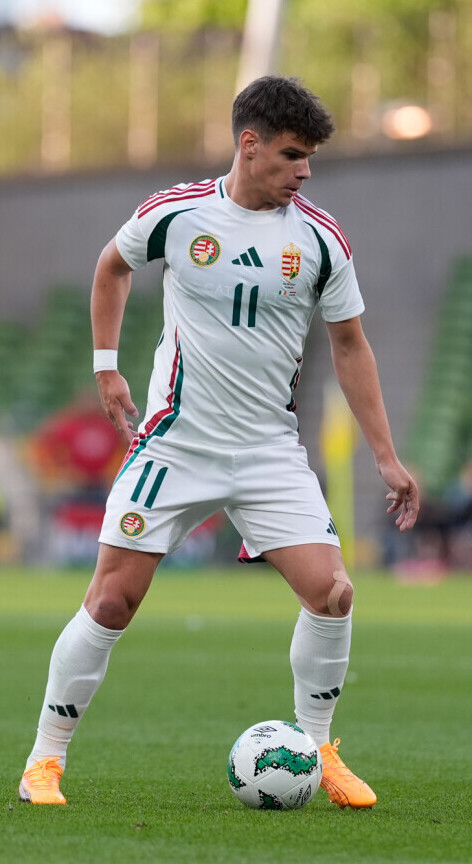
Kerkez a nemzeti válogatott tagjaként 2024-ben.

A magyar U17-es válogatottban 2020. február 5-én mutatkozott be, Csehország ellen, felkészülési mérkőzésen.
Az U21-es válogatottban 2021. szeptember 2-án, egy Izrael elleni vesztes Eb-selejtezőn debütált.
2022. június 9-én először kapott meghívót a magyar felnőttválogatottba, ahol 2022. szeptember 23-án, a németek ellen idegenben 1–0-ra megnyert Nemzetek Ligája-mérkőzésen mutatkozott be kezdőként, a találkozót végigjátszva.

## Családja
Sebastijan Kerkez és Tijana Premovic Kerkez legfiatalabb gyermekeként született. Édesanyja montenegrói, az édesapja szerb-magyar származású, apai ágról Milos nagymamája magyar. Bátyjai; Rade Kerkez, és Marko Kerkez, aki szintén labdarúgó, jelenleg a holland élvonalbeli Fortuna Sittard játékosa.

## Statisztika

### Klubcsapatokban
2025. augusztus 15-i állapot szerint.
| Klub           | Szezon         | Bajnokság      | Bajnokság | Bajnokság | Kupa  | Kupa  | Nemzetközi | Nemzetközi | Egyéb | Egyéb | Összesen | Összesen |
| Klub           | Szezon         | Liga           | Mérk.     | Gólok     | Mérk. | Gólok | Mérk.      | Gólok      | Mérk. | Gólok | Mérk.    | Gólok    |
| -------------- | -------------- | -------------- | --------- | --------- | ----- | ----- | ---------- | ---------- | ----- | ----- | -------- | -------- |
| Győri ETO      | 2020–21        | NB II          | 16        | 0         | 2     | 0     | —          | —          | —     | —     | 18       | 0        |
| Jong AZ        | 2021–22        | Eerste Divisie | 9         | 0         | —     | —     | —          | —          | —     | —     | 9        | 0        |
| AZ Alkmaar     | 2021–22        | Eredivisie     | 4         | 0         | 1     | 0     | —          | —          | —     | —     | 5        | 0        |
| AZ Alkmaar     | 2022–23        | Eredivisie     | 33        | 3         | 2     | 0     | 17         | 2          | —     | —     | 52       | 5        |
| AZ Alkmaar     | Összesen       | Összesen       | 37        | 3         | 3     | 0     | 17         | 2          | —     | —     | 57       | 5        |
| Bournemouth    | 2023–24        | Premier League | 28        | 0         | 2     | 0     | —          | —          | 3     | 0     | 33       | 0        |
| Bournemouth    | 2024–25        | Premier League | 38        | 2         | 3     | 0     | —          | —          | —     | —     | 41       | 2        |
| Bournemouth    | Összesen       | Összesen       | 66        | 2         | 5     | 0     | —          | —          | 3     | 0     | 74       | 2        |
| Liverpool      | 2025–26        | Premier League | 1         | 0         | —     | —     | —          | —          | 1     | 0     | 2        | 0        |
| Teljes karrier | Teljes karrier | Teljes karrier | 129       | 5         | 10    | 0     | 17         | 2          | 4     | 0     | 160      | 7        |

1. ↑  Mérkőzése(i) az UEFA Konferencia Ligában
2. ↑  Mérkőzése(i) az angol ligakupában
3. ↑  Mérkőzése(i) az FA Community Shield-en

### A válogatottban
| Magyarország | Magyarország | Magyarország |
| Év           | Mérk.        | Gólok        |
| ------------ | ------------ | ------------ |
| 2022         | 4            | 0            |
| 2023         | 9            | 0            |
| 2024         | 8            | 0            |
| 2025         | 2            | 0            |
| Összesen     | 23           | 0            |

### Mérkőzései a válogatottban
| Magyarország | Magyarország         | Magyarország                            | Magyarország | Magyarország | Magyarország        | Magyarország    | Magyarország | Magyarország |
| #            | Dátum                | Helyszín                                | Hazai        | Eredmény     | Vendég              | Kiírás          | Gólok        | Esemény      |
| ------------ | -------------------- | --------------------------------------- | ------------ | ------------ | ------------------- | --------------- | ------------ | ------------ |
| 1.           | 2022. szeptember 23. | Lipcse, Red Bull Arena                  | Németország  | 0 – 1        | Magyarország        | Nemzetek Ligája | -            |              |
| 2.           | 2022. szeptember 26. | Budapest, Puskás Aréna                  | Magyarország | 0 – 2        | Olaszország         | Nemzetek Ligája | -            | 57'          |
| 3.           | 2022. november 17.   | Luxembourg, Stade de Luxembourg         | Luxemburg    | 2 – 2        | Magyarország        | barátságos      | -            | 58'          |
| 4.           | 2022. november 20.   | Budapest, Puskás Aréna                  | Magyarország | 2 – 1        | Görögország         | barátságos      | -            | 53'          |
| 5.           | 2023. március 23.    | Budapest, Puskás Aréna                  | Magyarország | 1 – 0        | Észtország          | barátságos      | -            |              |
| 6.           | 2023. március 27.    | Budapest, Puskás Aréna                  | Magyarország | 3 – 0        | Bulgária            | Eb-selejtező    | -            |              |
| 7.           | 2023. június 17.     | Podgorica, Városi stadion               | Montenegró   | 0 – 0        | Magyarország        | Eb-selejtező    | -            |              |
| 8.           | 2023. június 20.     | Budapest, Puskás Aréna                  | Magyarország | 2 – 0        | Litvánia            | Eb-selejtező    | -            | 79'          |
| 9.           | 2023. szeptember 7.  | Belgrád, Rajko Mitić Stadion            | Szerbia      | 1 – 2        | Magyarország        | Eb-selejtező    | -            | 70'          |
| 10.          | 2023. szeptember 10. | Budapest, Puskás Aréna                  | Magyarország | 1 – 1        | Csehország          | barátságos      | -            | 90+4'        |
| 11.          | 2023. október 14.    | Budapest, Puskás Aréna                  | Magyarország | 2 – 1        | Szerbia             | Eb-selejtező    | -            |              |
| 12.          | 2023. október 17.    | Kaunas, S. Darius és S. Girėnas Stadion | Litvánia     | 2 – 2        | Magyarország        | Eb-selejtező    | -            | szünetben    |
| 13.          | 2023. november 16.   | Szófia, Vaszil Levszki Nemzeti Stadion  | Bulgária     | 2 – 2        | Magyarország        | Eb-selejtező    | -            | 44' 57′      |
| 14.          | 2024. március 22.    | Budapest, Puskás Aréna                  | Magyarország | 1 – 0        | Törökország         | barátságos      | -            | 60'          |
| 15.          | 2024. június 4.      | Dublin, Aviva Stadion                   | Írország     | 2 – 1        | Magyarország        | barátságos      | -            | 70'          |
| 16.          | 2024. június 8.      | Debrecen, Nagyerdei stadion             | Magyarország | 3 – 0        | Izrael              | barátságos      | -            | 78'          |
| 17.          | 2024. június 15.     | Köln, RheinEnergieStadion (GER)         | Magyarország | 1 – 3        | Svájc               | Eb-csoportkör   | -            | 79'          |
| 18.          | 2024. június 19.     | Stuttgart, MHPArena                     | Németország  | 2 – 0        | Magyarország        | Eb-csoportkör   | -            | 75'          |
| 19.          | 2024. június 23.     | Stuttgart, MHPArena (GER)               | Skócia       | 0 – 1        | Magyarország        | Eb-csoportkör   | -            | 86'          |
| 20.          | 2024. szeptember 7.  | Düsseldorf, Merkur Spiel-Arena          | Németország  | 5 – 0        | Magyarország        | Nemzetek Ligája | -            | 66'          |
| 21.          | 2024. szeptember 10. | Budapest, Puskás Aréna                  | Magyarország | 0 – 0        | Bosznia-Hercegovina | Nemzetek Ligája | -            | 82'          |
| 22.          | 2025. március 20.    | Isztambul, Rams Park                    | Törökország  | 3 – 1        | Magyarország        | Nemzetek Ligája | -            |              |
| 23.          | 2025. március 23.    | Budapest, Puskás Aréna                  | Magyarország | 0 – 3        | Törökország         | Nemzetek Ligája | -            |              |
|              | Összesen             |                                         |              | 23           | mérkőzés            |                 | 0            | gól          |

## Sikerek és díjak
- Premier League – A szezon csapata: 2024–2025[46]